# Герб Уинского района
Герб Уинского района — официальный символ Уинского района Пермского края Российской Федерации.
Ныне действующий герб Уинского района утверждён Решением Земского Собрания Уинского района от 24 сентября 2009 года № 79 и внесён в Государственный геральдический регистр Российской Федерации с присвоением регистрационного № 5591.

## Геральдическое описание герба
«В серебряном поле зеленая гора, стоящая на лазоревой оконечности, обремененной узким серебряным выгнутым и смещенным вправо вилообразным крестом»
Описание символики:
«Основой рисунка Герба является изображение достопримечательности Уинского района — Московской горки, которая находится в селе Уинское, центре муниципального района. Московская горка возвышается над прудом (лазоревая оконечность), который находится на реке Уя, а серебряный вилообразный крест, в свою очередь, означает, что возле села Уинское сливаются реки Большая Уя и Малая Уя. Напоминая своей формой заглавную букву „У“ он прямо указывает на название села Уинское, центра Уинского района, происходящее от названия реки Уя.
Серебро — символ чистоты, совершенства, мудрости, благородства, мира. Зеленый цвет символизирует жизнь, изобилие, возрождение и в то же время означает, что основным занятием жителей района с давних времен было земледелие, сельское хозяйство, что район является экологически чистой территорией. Лазурь — символ возвышенных устремлений, чести, преданности, искренности и добродетели.»

## История
Первый Герб Уинского района был утверждён Решением Земского Собрания Уинского района № 162 от 29 августа 2003 года.
Описание герба:
«Герб Уинского района представляет собой геральдический щит. На щите символически изображена достопримечательность Уинского района — Московская горка, которая находится в селе Уинском, на горке — телевышка. Московская горка возвышается над прудом (синий цвет). В центре пруда — серебряный вилообразный крест, напоминающий букву „У“. Этот серебряный крест символизирует, во-первых, что пруд находится на реке Уе, во-вторых, что возле села Уинского сливаются реки Большая Уя и Малая Уя, в-третьих, что название села Уинского, центра Уинского района, происходит от названия реки Уи. Зеленый цвет на Московской горке указывает на экологическую чистоту района. Щит обрамлен слева золотыми колосьями, справа — еловыми ветками. Колосья напоминают о земледельческом направлении района, ель — о наличии на Уинской земле хвойных лесов.»